# Ясна Зірка
Ясна Зі́рка —  село в Україні, у Носівській міській громаді Ніжинського району Чернігівської області. Населення становить 209 осіб. До 2016 орган місцевого самоврядування — Тертишницька сільська рада.

## Історія
Поселення на місці сучасного села Ясна Зірка зародилося у 1928-29 роках. Складалося воно з вихідців із райцентру.
Першими поселенцями у степовій місцевості були родини Петра Мархая, Пилипа Бровка, Гаврила та Савки Чайок, Дементія Коновала, Дмитра Сеника, Захара Мироненка та Івана Шаурко. Всього вісім. Від того й вулицю, де вони оселилися, назвали Вісімкою.
За словами місцевої жительки, 75-річної Ясі Василівни Мархай (невістка Петра Мархая), її чоловік народився 1928 року в Носівці, але вже за кілька місяців його батьки переїхали.
Планова забудова села розпочалася у 1939 році. Два роки сюди переселяли мешканців найближчих хуторів.
22 червня 2023 року рішенням Національної комісії зі стандартів державної мови віднесено до списку населених пунктів, які можуть не відповідати лексичним нормам української мови, зокрема стосуватися російської імперської політики (російської колоніальної політики). Громаді рекомендовано обґрунтувати доцільність збереження поточної назви або запропонувати нову назву в установленому законодавством порядку.

## Галерея

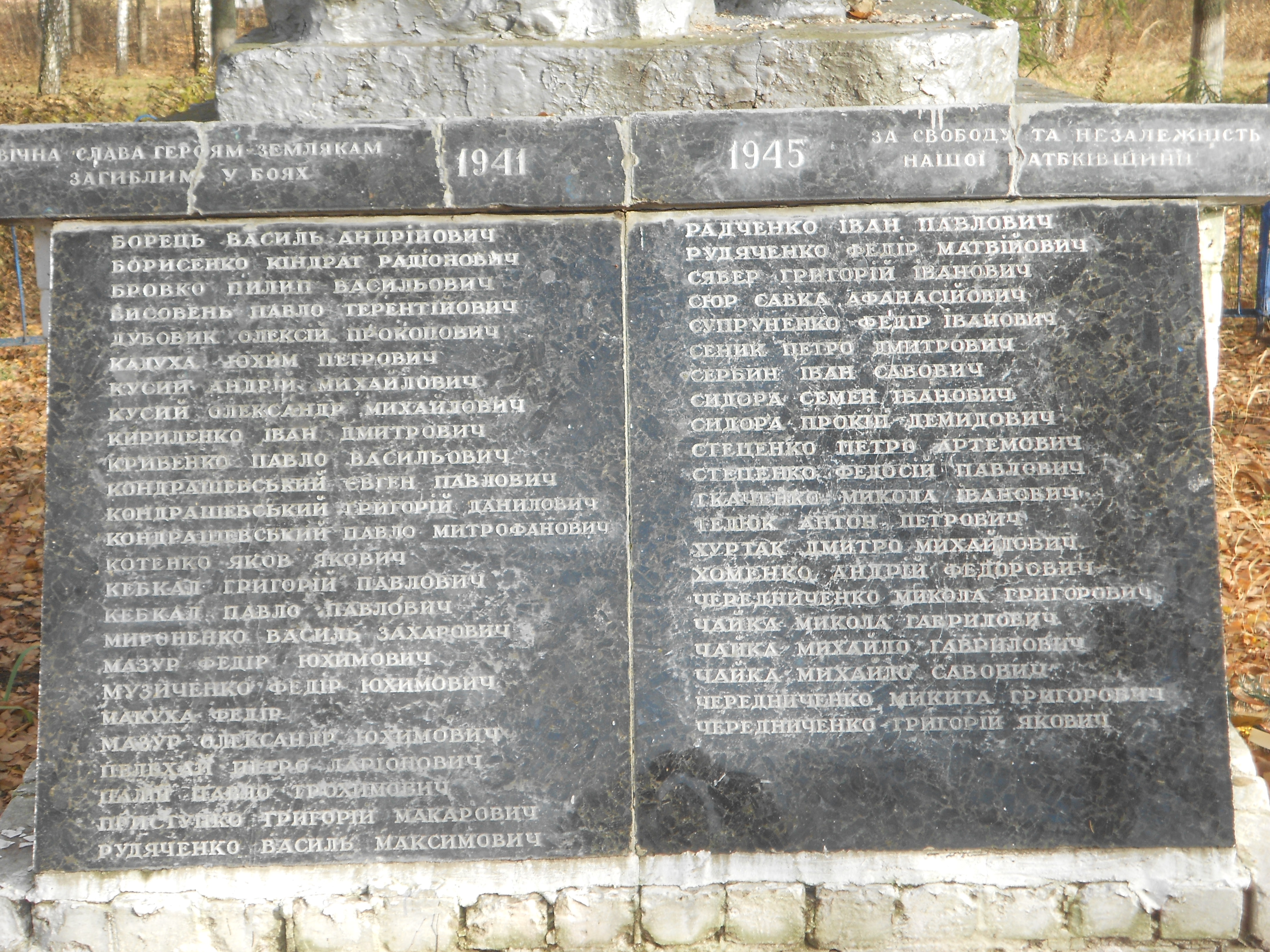
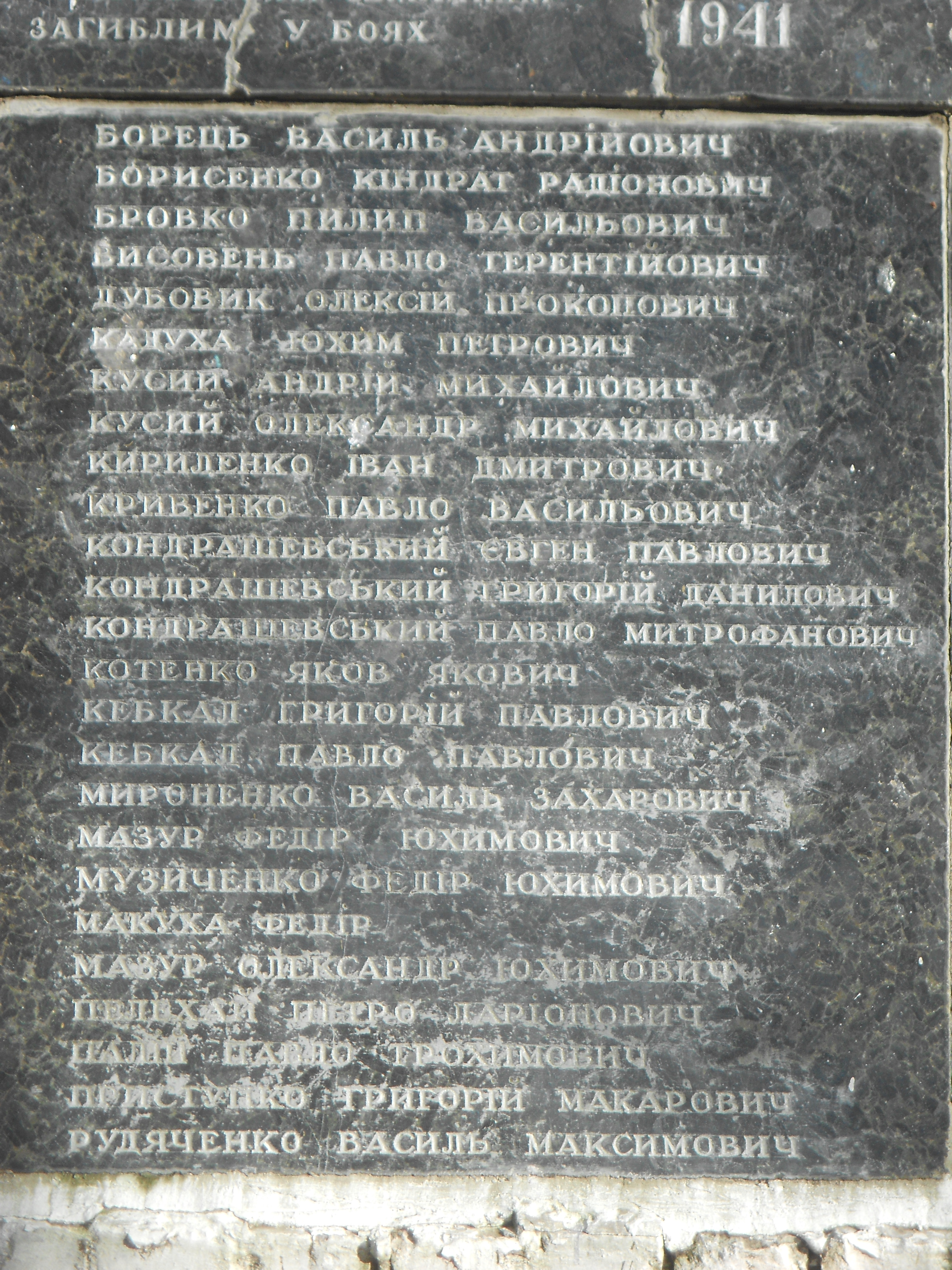
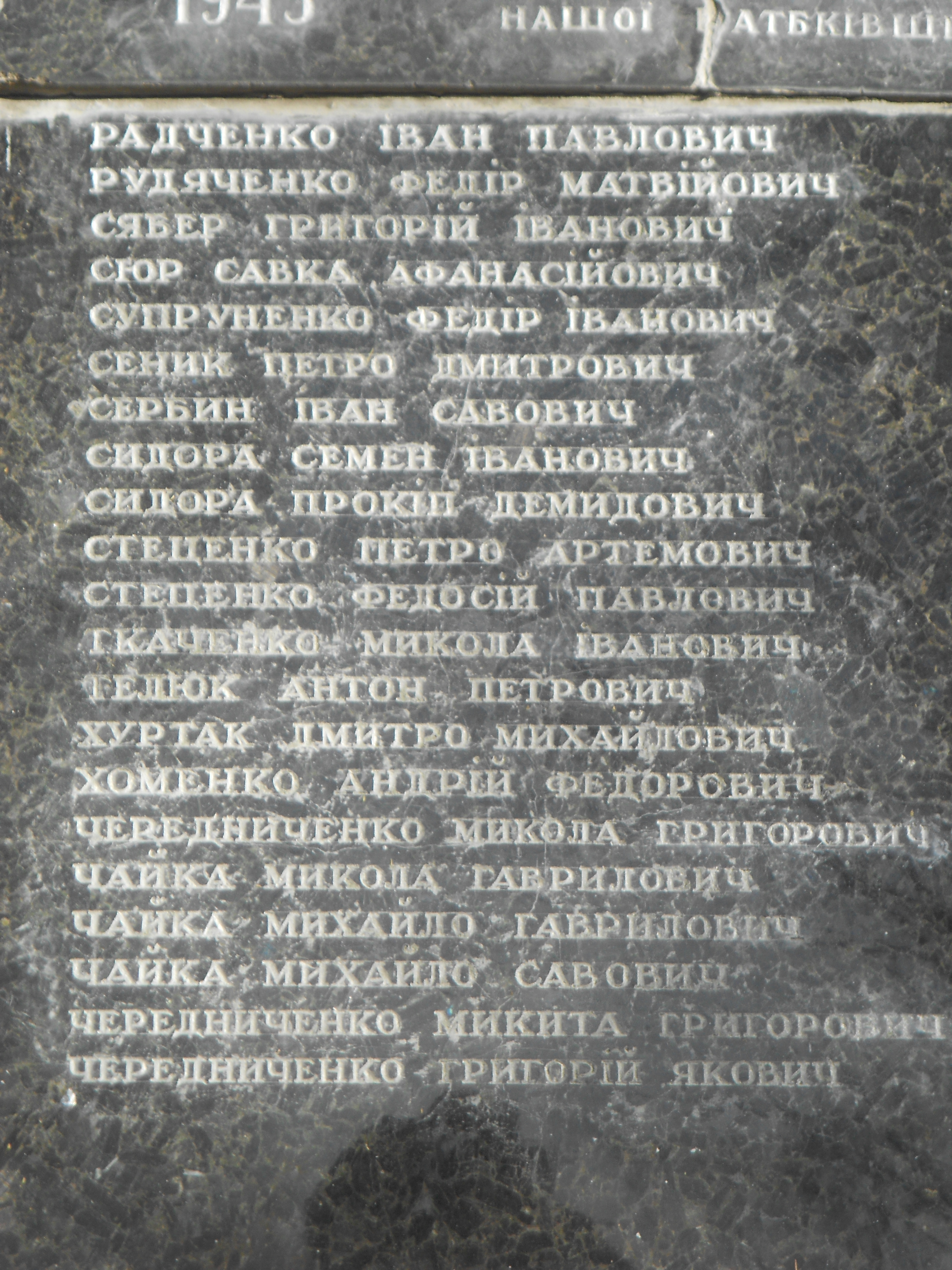
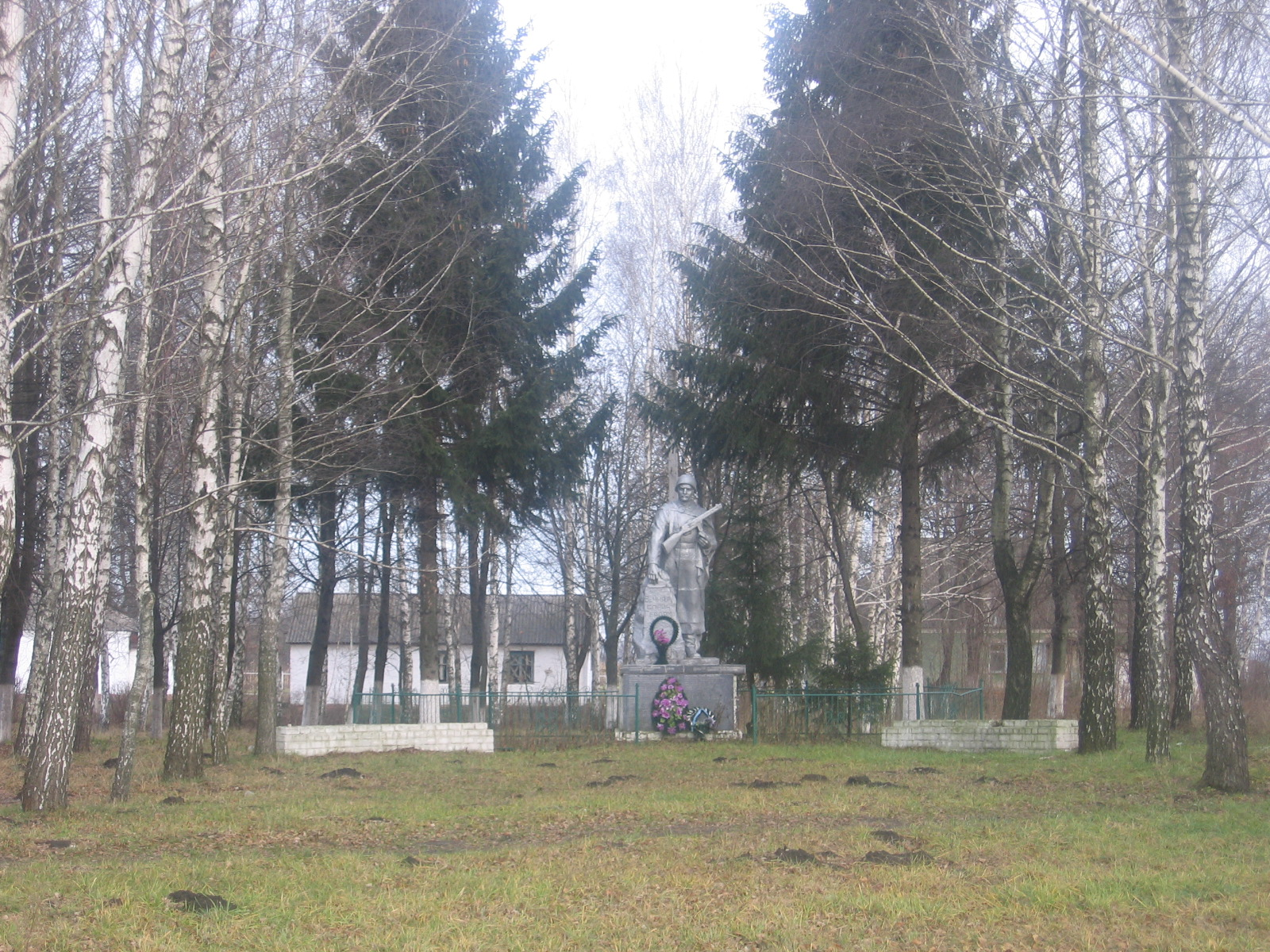

## Люди
- Власенко Григорій Зиновійович (1931 - 2013) — український краєзнавець, письменник. В 1961–1967 був головою артілі імені Карла Маркса в селі Ясна Зірка.